# Fatoumata Diarra
Fatoumata Diarra (Koulikoro, 15 februari 1949) is een Malinees rechter. Van 2001 tot 2003 was ze als rechter ad litem verbonden aan het Joegoslavië-tribunaal. Sinds 2003 is ze rechter van het Internationale Strafhof en van 2009 tot 2012 een van de twee vicepresidenten van het Hof.

## Levensloop
Diarra studeerde in het schooljaar vanaf 1970 aan de Universiteit Cheikh Anta Diop in Dakar, van 1971 tot 1974 aan de bestuurskundige hogeschool École nationale d'administration in Bamako en van 1975 tot 1977 aan de École nationale de la magistrature in Parijs, de school in Frankrijk die opleidt tot rechter. Aansluitend werkte ze van 1977 tot 1980 als onderzoeksrechter aan een rechtbank van eerste aanleg in Bamako, tot ze daar van 1980 tot 1981 als officier van justitie en aansluitend tot 1982 als vicepresident werkte.
Van 1982 tot 1986 was ze onderzoeksrechter van het gerecht van eerste aanleg in Koulikoro. Hierna was ze tot 1991 rechtssecretaris van het parlement en van 1991 tot 1993 algemeen directeur van de auteursrechtautoriteit van Mali. Daarnaast was ze van 1986 tot 1991 hoogleraar grondrecht, burgerlijk recht en strafrecht aan de École centrale pour l'industrie, le commerce et l'administration in Bamako. Aansluitend keerde ze terug naar het rechterlijk vak en was ze vanaf 1994 rechter van een gerecht voor hoger beroep en van 1996 tot 1999 president van de strafkamer van het beroepsgerecht in Bamako. Van 1999 tot 2001 leidde ze het justitiële apparaat in Mali.
In september 2001 behoorde ze tot de eerste zes rechters ad litem van het Joegoslavië-tribunaal in Den Haag en vanaf februari 2003 was ze tot 2012 rechter van het Internationale Strafhof, eveneens in Den Haag. In de periode van 2009 tot 2012 was ze daarnaast een van de twee vicepresidenten van het Hof. Na afloop van haar termijn in 2012 is ze nog tijdelijk aangebleven om lopende zaken af te handelen.
Het zwaartepunt van haar werkterrein ligt op het gebied van mensenrechten, vrouwenrechten en kinderrechten. In 2001 werd ze onderscheiden met het Officierskruis in de  Nationale Orde van Mali.